# Горганская равнина
Горганская равнина занимает юго-восточную, угловую часть Прикаспийской низменности, составной частью которой она и является. Расположена в Иране, у восточной окраины северного подножия хребта Эльбурс к западу от Туркмено-Хорасанских гор.
С древних времён служила местом проникновения кочевых племён с севера (см. Каспийские ворота и Горганские ворота), а потому для её защиты от нападений на Мидию в местности Гиркания была возведена Великая Горганская стена.
Площадь равнины — около 3200 км², при длине около 80 км и ширине около 40 км. Ранее на её месте располагался древний залив Каспия. Поэтому равнина сложена как древними глинисто-песчаными осадками древних разливов моря, так и современными конусами выноса горных рек. Дельтово-аллювиальные отложения реки Горган наиболее значительны. Южная часть равнины на наветреном склоне хорошо увлажнена (местами даже заболочена, из-за чего в прошлом здесь свирепствовала малярия и прочие лихорадки); северная же, укрытая с севера горами Копетдаг испытывает дефицит влаги. Весной часть равнины покрывается эфемерной травянистой растительностью на лугово-солончаковых почвах. Орошаемое земледелие развито с древних времён (хлопчатник, пшеница и др. субтропические культуры). В центре равнины г. Горган.